# Rio Ji-Paraná
Le rio Ji-Paraná est une rivière du Brésil dans l'État de Rondônia. Elle est aussi connue sous le nom de rio Machado et est un affluent du rio Madeira dans le bassin de l'Amazone.

## Sources
- Wikipédia en portugais.